# 昆馬犬
昆馬犬, 又稱中國馬犬, 是由中華人民共和國公安部於20世紀末培育出的一種警犬品種。

## 背景
20世紀末左右，中華人民共和國公安部分5批次的从比利时進口了28隻公和39隻母共67隻的瑪連萊犬。 
並將這些瑪連萊犬與中國的警犬品種"昆明犬"進行雜交培育，由昆明犬作为父系親本，瑪連萊犬作為为母系親本，從而誕生了「昆馬犬」這個警犬品種。
昆馬犬正式獲得品種確立，2018年已早建立穩定繁殖族群，大量的運用在公共安全領域。